# Vanniyoor
Vanniyoor es una  ciudad censal situada en el distrito de Kanyakumari en el estado de Tamil Nadu (India). Su población es de 4319 habitantes (2011). Se encuentra a 34 km de Thiruvananthapuram y a 75 km de Tirunelveli. 

## Demografía
Según el censo de 2011 la población de Vanniyoor era de 4319 habitantes, de los cuales 2092 eran hombres y 2227 eran mujeres. Vanniyoor tiene una tasa media de alfabetización del 92,94%, superior a la media estatal del 80,09%: la alfabetización masculina es del 96,13%, y la alfabetización femenina del 89,94%.